# Пустырник пятилопастный
Пусты́рник пятило́пастный  (лат. Leonúrus quinquelobátus) — многолетнее травянистое растение, вид рода Пустырник (Leonurus) семейства Яснотковые (Lamiaceae). В литературе и интернет-источниках часто встречается под устаревшим синонимичным названием  Пустырник мохнатый или Пустырник волосистый (лат. Leonurus villosus). Широко используется как лекарственное растение.

## Ботаническое описание
Многолетнее травянистое растение с деревянистым корневищем.
Стебли прямостоячие (25—100 см высотой), четырёхгранные, как и всё растение опушённые короткими или длинными оттопыренными волосками.
Листья супротивные, черешковые, в очертании округло-яйцевидные, яйцевидные или ланцетные, почти до середины пяти-семи пальчатораздельные. Адаксиальная сторона ярко-зелёная, абаксиальная — светлая. Верхние листья (в соцветиях) триждылопастные или цельные.
Цветки неправильные, сростнолепестные в пазушных кольцах, собранные на верхушках побегов; образуют на конце стебля длинное прерывистое колосовидное соцветие. Чашечка внешне почти голая, коническая с пятью колючими зубцами и пятью выступающими жилками. Венчик розовый или розово-фиолетовый, двугубый, внутри в основании с волосистым кольцом. Верхняя губа эллиптическая, нижняя трёхлопастная с отклонённой нижней губой. Тычинок четыре, пестик один с верхней завязью.
Плод — ценобий: дробный плод, состоящий из четырёх равномерно развитых орешкообразных односеменных частей (эремов). Эремы усечённые, длиной 2,5—3 мм, остро трёхгранные.

## Распространение и экология
Европейско-кавказский вид, общее распространение — Европа, Кавказ, Западная и Восточная Сибирь, Западная Азия. В Средней России встречается во всех областях.
Рудеральное растение. Растёт на пустырях, вдоль дорог, на выгонах и пастбищах, по залежам, обрывам и на берегах рек.
Пустырник пятилопастный — вид с преобладанием R-стратегии (обладает низкой конкурентной мощностью, способен очень быстро захватывать свободные ресурсы и так же легко вытесняется конкурентами).

## Химический состав
В траве найдены алкалоиды 0,035—0,4 % (только в начале цветения), гликозиды, эфирное масло, дубильные, горькие, сахаристые вещества, сапонины, флавоноиды, аскорбиновая кислота (следы) и витамин A. В листьях аскорбиновой кислоты содержится 23,6—65,7 мг%.

## Практическое использование
Лекарственное, медоносное, масличное, волокнистое, красильное растение.
В семенах пустырника содержится жирное масло (до 30 %), которое быстро сохнет и пригодно для технических потребностей — изготовления лака, для пропитки тканей и бумаги с целью придания им водонепроницаемости.
Из стеблей пустырника получают волокно. По качеству волокна он не уступает льну и китайской конопле — раме.
Трава дает тёмно-зелёную краску.

### Медонос
Пустырник пятилопастный — хороший летний медонос с продолжительным периодом нектаровыделения. Нектар высокосахаристый, прозрачный с легким запахом. Концентрация сахара в нём 36 %. Мёдопродуктивность 240—300 кг с 1 га. Мёд светлый, прозрачный, со специфическим, но не резким запахом.

По наблюдениям, проведёнными в Воронежской области, пустырник в условиях засухи дал 383 кг нектара с гектара, то есть больше, чем синяк.

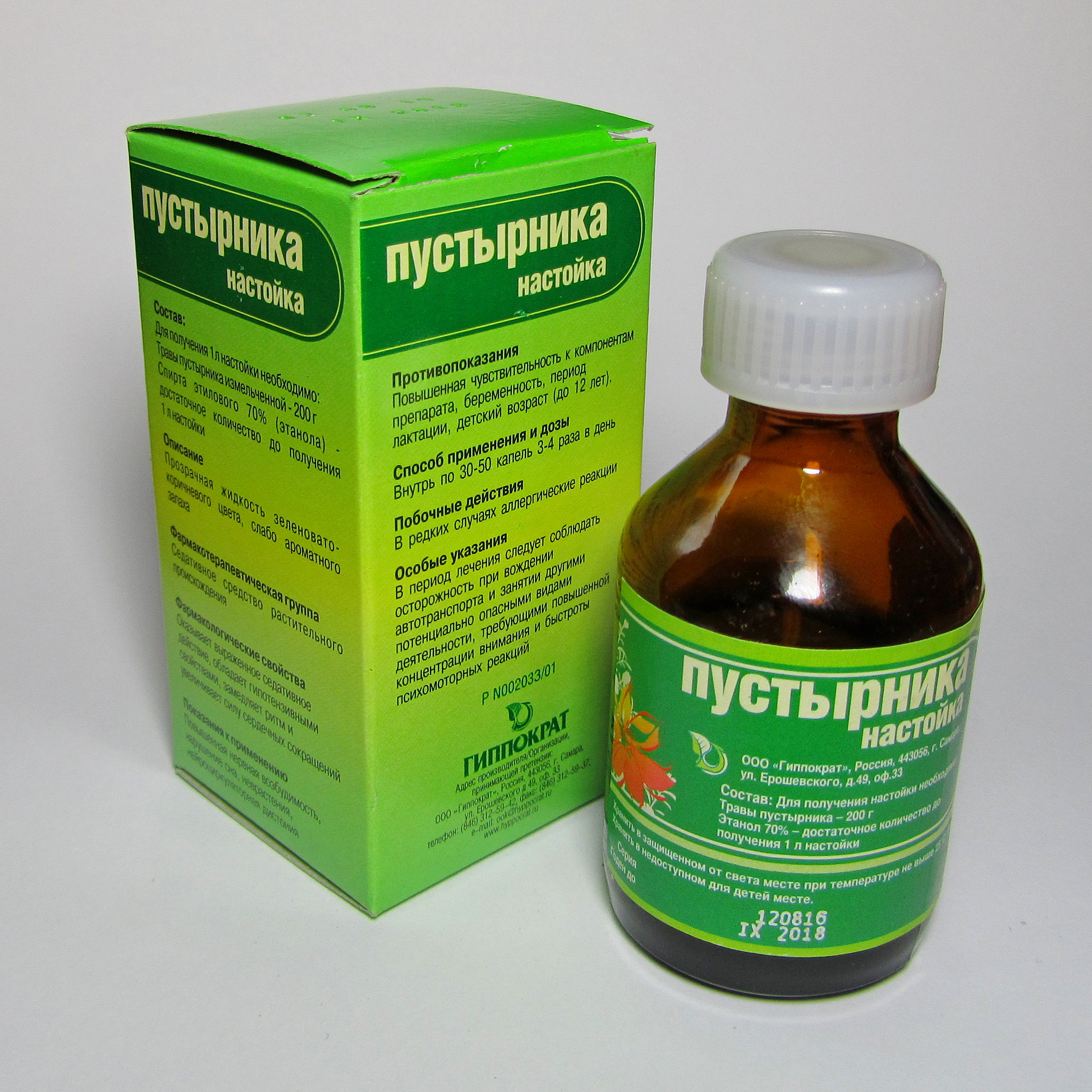
Настойка пустырника

### Медицинское использование
Для лечебных целей используются облиственные цветущие верхушки длиной 30—40 см, собранные в период цветения, без толстых стеблей. Запах слабый, вкус горький.
В научной медицине используют верхушки цветущего растения — Herba Leonuri. Настой пустырника применяют при сердечно-сосудистых неврозах, кардиосклерозе, стенокардии, миокардите, склерозе мозговых сосудов, начальной стадии гипертонии, лёгких формах базедовой болезни, при эпилепсии.
В народной медицине пустырник пятилопастный используют при ослаблении сердечной деятельности, неврозе сердца, желудочно-кишечных и нервных болезнях, головных болях, катарах лёгких, при застаревшем кашле. Им лечат ревматизм, водянку, астму, истерию и нервное состояние, применяют как мочегонное средство и средство, регулирующее менструальный цикл.

#### Сбор, переработка и хранение лекарственного сырья
Собирают верхушки цветущих стеблей (30—40 см длиной), срезая их серпами или ножницами. Сушат в тени или чердаках под железной крышей, расстилая тонким слоем на бумаге или ткани, периодически перемешивают. Высушенную траву пакуют в мешки или тюки весом по 10, 25 и 50 кг, хранят в сухих, хорошо проветриваемых помещениях. Срок хранения — три года.

### Таксономия
Leonurus quinquelobatus Gilib., 1793, Delect. Opusc. Bot. 2: 321
Вид Пустырник пятилопастный относится к роду Пустырник (Leonurus) семействa Яснотковые (Lamiaceae) порядка Ясноткоцветные (Lamiales). Таксономическая схема в соответствии с Системой APG IV по состоянию на декабрь 2023 года:
|  |                                      |  |                                   |                                   |                      |  | ещё 23 семейства | ещё 23 семейства |                         |  |  |  | еще 167 подтвержденных видов и 54 таксона в статусе "неподтвержденных" |
|  |                                      |  |                                   |                                   |                      |  | ещё 23 семейства | ещё 23 семейства |                         |  |  |  | еще 167 подтвержденных видов и 54 таксона в статусе "неподтвержденных" |
|  |                                      |  |                                   | порядок Ясноткоцветные            |                      |  |                  |                  | род Пустырник           |  |  |  |                                                                        |
|  |                                      |  |                                   | порядок Ясноткоцветные            |                      |  |                  |                  | род Пустырник           |  |  |  |                                                                        |
|  | отдел Цветковые, или Покрытосеменные |  |                                   |                                   | семейство Яснотковые |  |                  |                  | Пустырник пятилопастный |  |  |  |                                                                        |
|  | отдел Цветковые, или Покрытосеменные |  |                                   |                                   | семейство Яснотковые |  |                  |                  |                         |  |  |  |                                                                        |
|  |                                      |  | ещё 63 порядка цветковых растений | ещё 63 порядка цветковых растений |                      |  |                  | ещё 268 родов    | ещё 268 родов           |  |  |  |                                                                        |
|  |                                      |  |                                   | ещё 63 порядка цветковых растений |                      |  |                  |                  | ещё 268 родов           |  |  |  |                                                                        |

### Синонимы
- Cardiaca quinquelobata Gilib.
- Leonurus cardiaca subsp. villosus (Desf. ex d'Urv.) Hyl.
- Leonurus cardiaca var. villosus (Desf. ex d'Urv.) K.Koch
- Leonurus quinquelobatus var. caucasicus Krestovsk.
- Leonurus villosus Desf. - Пустырник мохнатый или Пустырник волосистый